# ミネソタ準州

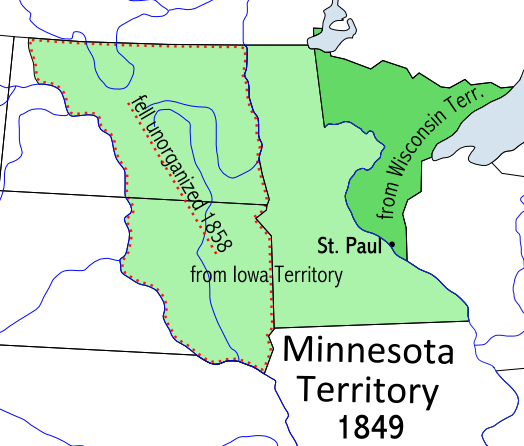
ミネソタ準州

ミネソタ準州（ミネソタじゅんしゅう、英:Minnesota Territory）は、1849年3月3日から、合衆国32番目の州としてミネソタ州となった1858年5月11日まで存在したアメリカ合衆国の自治的領域、すなわち準州である。
アメリカ領土に関する上院委員会の議長であった民主党のスティーブン・ダグラスがミネソタ準州を承認する法案を起草した。ダグラスはミシシッピ渓谷上流の将来を思い描いており、この地域が隣接する領土によって切り分けられないように意欲を燃やした。1846年、ダグラスはアイオワ州がその北部境界内にスネリング砦やセントアンソニーの滝を取り込まないようにした。1847年、ウィスコンシン州を設立する者達がセントポールやセントアンソニーの滝を含めないようにした。1849年3月3日、ミネソタ準州はアイオワ準州やウィスコンシン準州の残りの土地から設立された。
初期の領域はアイオワ準州から切り出され、現在のミネソタ州の領域とミズーリ川東の後にダコタ準州となった領域の大半を含んでいた。また、ウィスコンシン州にならなかったウィスコンシン準州の一部で、アロウヘッド地域を含むミシシッピ川とウィスコンシンの間の領域も含んでいた。
準州が創られた時セントポール、セントアンソニー（現在はミネアポリスの一部）およびスティルウォーターの3つの都市があった。準州の主要な施設はこの3都市の間で分けられた。セントポールは準州都、ミネアポリスにはミネソタ大学、スティルウォーターはミネソタ準州刑務所の場所に選ばれた。

## 準州知事
ホイッグ党のアレクサンダー・ラムジーがミネソタ準州の初代知事となり、民主党のヘンリー・ヘイスティングス・シブリーが合衆国議会に対する準州代議員となって、セントポールとセントアンソニーの人口は脹れ上がった。1853年にシブリーと交替して準州代議員となったヘンリー・M・ライスはミネソタの利益を振興させるよう議会に働きかけた。セントポールとスペリオル湖を結び、セントポールとイリノイ・セントラル鉄道を繋ぐことになる鉄道の建設についてロビー活動を行った。
| # | 知事                           | 知事 | 就任          | 離任          | 党         |
| - | ------------------------------ | ---- | ------------- | ------------- | ---------- |
| 1 | アレクサンダー・ラムジー       |      | 1849年6月1日  | 1853年5月15日 | ホイッグ党 |
| 2 | ウィリス・アーノルド・ゴーマン |      | 1853年5月15日 | 1857年4月23日 | 民主党     |
| 3 | サミュエル・メダリー           |      | 1857年4月23日 | 1858年5月24日 | 民主党     |

## 関連項目

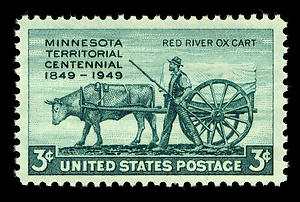
ミネソタ準州100周年記念切手